# Dombeya rubricuspis
Dombeya rubricuspis är en malvaväxtart som beskrevs av Arenes. Dombeya rubricuspis ingår i släktet Dombeya och familjen malvaväxter. Inga underarter finns listade i Catalogue of Life.